# Madhur Bhandarkar
Madhur Bhandarkar es un director del cine de la India. La mayoría de sus películas son aclamadas por la crítica. Es conocido por afrontar temas polémicos como el crimen y la corrupción.

## Filmografía
| Año  | Película         | Papel               | Notas                                          |
| ---- | ---------------- | ------------------- | ---------------------------------------------- |
| 2009 | Jail             | Director            |                                                |
| 2008 | Fashion          | Director, Guionista |                                                |
| 2007 | Traffic Signal   | Director, Guionista | Premio Nacional de Cine al Mejor Director      |
| 2006 | Corporate        | Director, Guionista |                                                |
| 2005 | Page 3           | Director, Guionista | Premio Nacional de Cine a la Mejor Película    |
| 2004 | Aan: Men at Work | Director            |                                                |
| 2003 | Satta            | Director, Guionista |                                                |
| 2001 | Chandni Bar      | Director, Guionista | Premio Nacional de Cine sobre Asuntos Sociales |
| 1999 | Trishakti        | Director            |                                                |